# Living Shangri-La
Living Shangri-la es un rascacielos de uso mixto situado en Downtown Vancouver, Columbia Británica, Canadá. Es el edificio más alto en el Gran Vancouver y la Columbia Británica. La torre de 62 plantas de Shangri-La contiene un hotel de 5 estrellas y sus oficinas en las primeras 15 plantas, con apartamentos en el resto de la torre. El podio del edificio incluye un spa, un supermercado especializado Urban Fare, una exposición pública de la Galería de Arte de Vancouver y un jardín público con esculturas. El rascacielos tiene una altura de 201 m (659 pies) y un jardín privado en la azotea en el piso 61. Es el 21º edificio más alto de Canadá.
Como parte del proyecto, la Coastal Church, construida en 1919 y situada en el oeste de la parcela, está atravesando una restauración de $ 4,4 millones.

## Hotel
El Shangri-La Hotel Vancouver es un nuevo hotel con servicios completos que es parte del edificio. Pertenece a la cadena Shangri-La Hotels and Resorts, y es la primera propiedad de Shangri-La en América del Norte. El hotel ocupa las primeras 15 plantas, y tiene 119 habitaciones (incluida una Suite Presidencial en la planta 15). No hay plantas con los números 4 ni 13. El hotel incluye servicios de 5 estrellas como restaurantes, tiendas y el spa CHI The Spa at Shangri-La.

## Residencias
Living Shangri-La contiene también 307 unidades residenciales, que consisten en 234 viviendas estándar en las plantas 16 a 43 y 63 unidades residenciales de acceso privado en las plantas 44 a 61 con tres áticos en la planta 61.

## Construcción
El proyecto necesitó 3,1 millones de horas de trabajo humano, 15.000 cargas de camiones de tierra excavada, 51.000 metros cúbicos de hormigón y 7.000 toneladas de acero reforzado. Durante el apogeo de la construcción trabajaron 1000 obreros en el lugar construyendo una planta por semana. El Shangri-La estableció el récord de excavación más profunda de Vancouver con 26 m (85 pies), superando el récord anterior de 23 m (75 pies) establecido por el One Wall Centre y se convirtió oficialmente en el edificio más alto de Vancouver el 2 de octubre de 2007. El coste total del edificio fue aproximadamente CDN$ 350 millones. Se instalaron luces de Navidad en la grúa torre de la parte superior del edificio el 13 de noviembre de 2007, siendo la grúa iluminada más alta de Vancouver.
Una tormenta de viento el 15 de enero de 2008 causó que algunos materiales de construcción sueltos volaran fuera del edificio y cayeran en las calles cercanas. Los vehículos aparcados fueron dañados al caer contrachapado, pero no hubo heridos. El edificio vecino Terasen Gas también sufrió daños en la tormenta. La policía cerró West Georgia Street durante más de doce horas.
El proyecto fue comercializado por Bob Rennie de Rennie Marketing Systems.

## Galería de imágenes

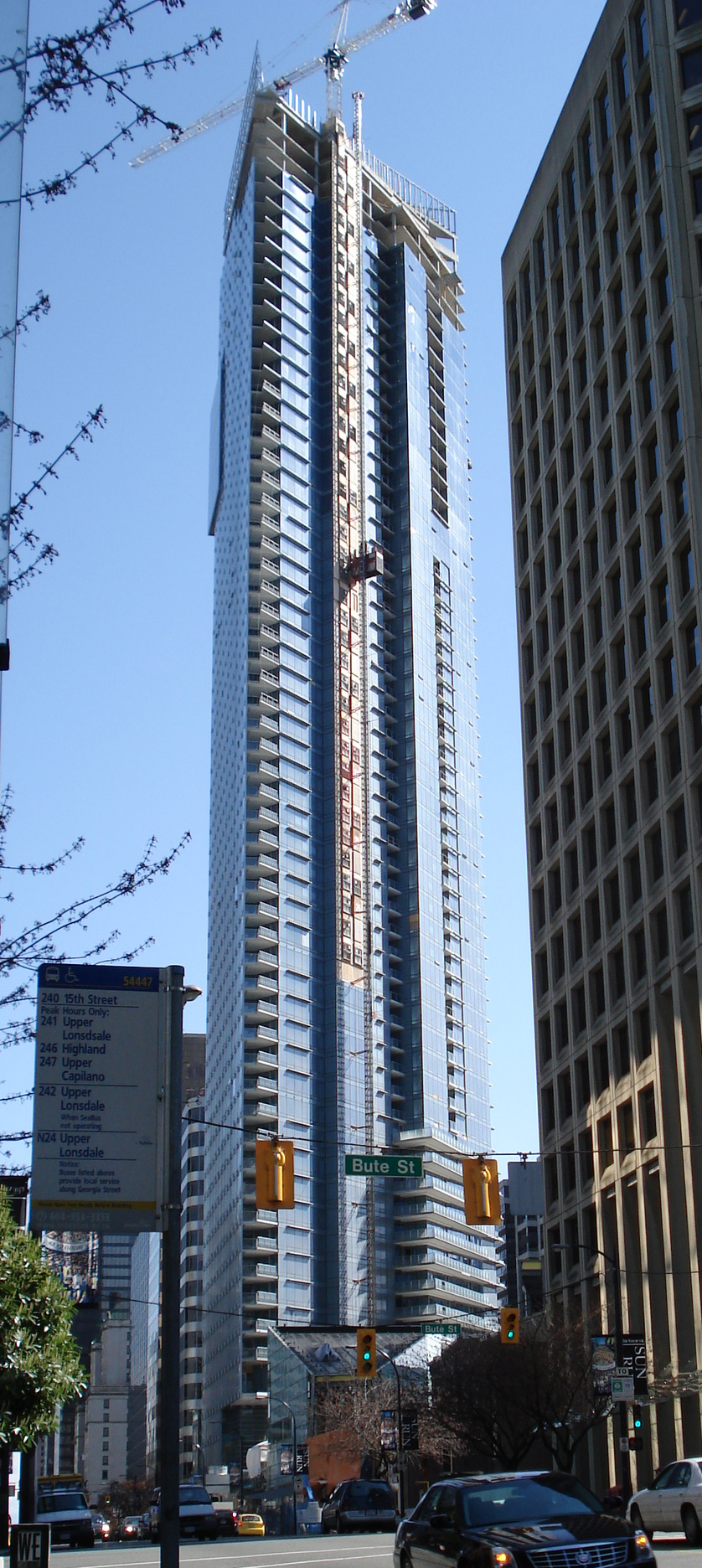
Shangri-La Vancouver en las etapas finales de la construcción en 2008